# Pozornik

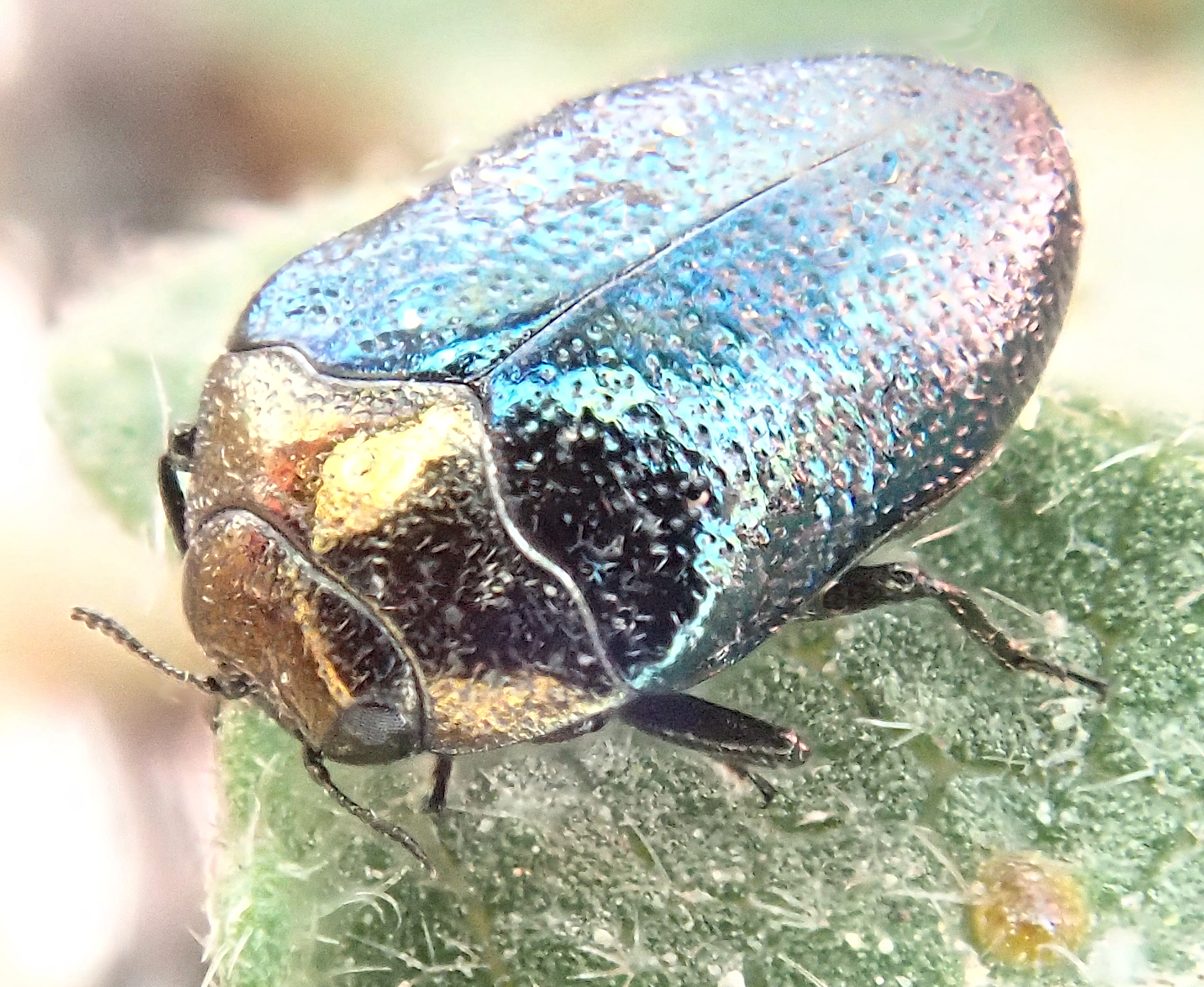
Pozornik ślazowiec

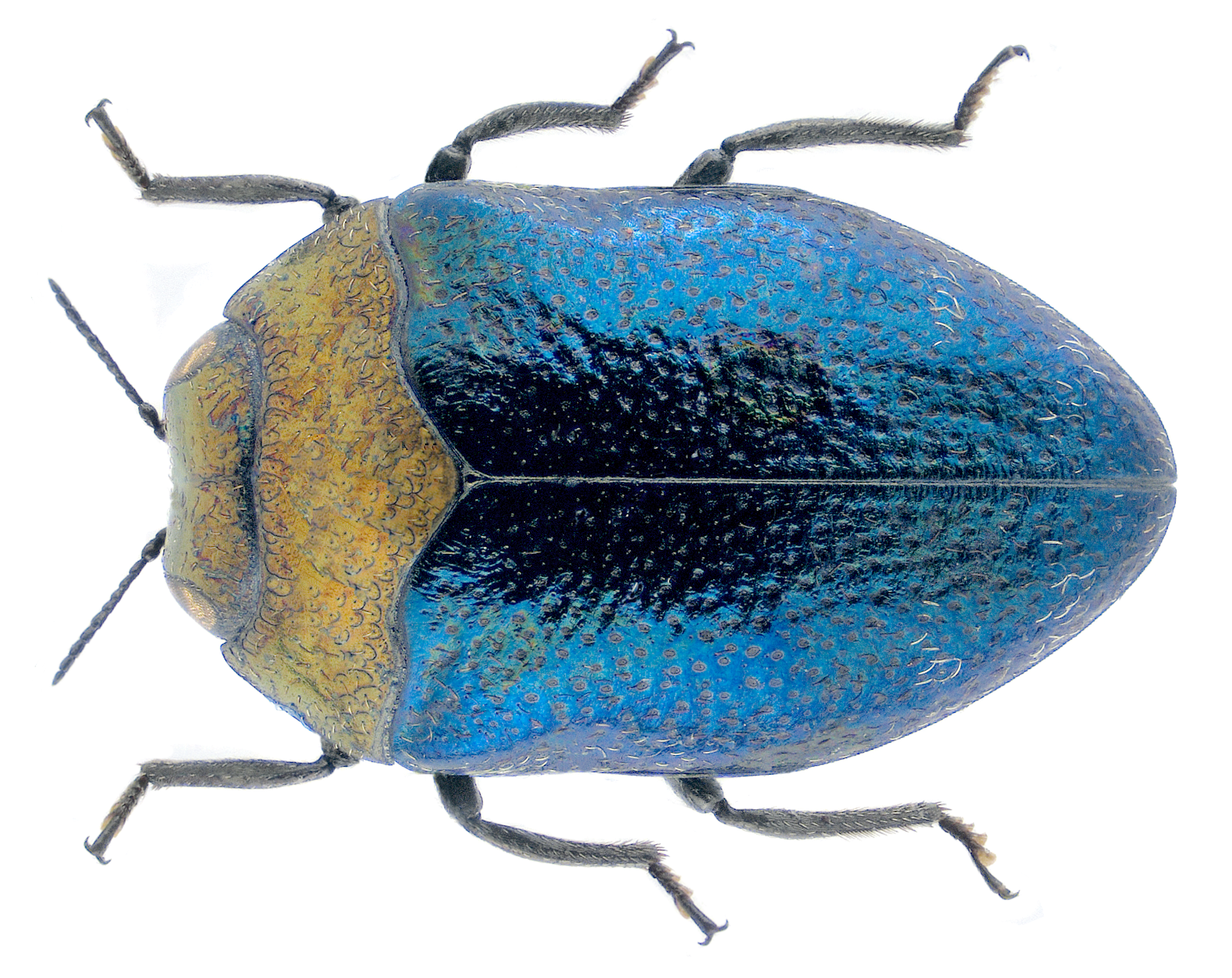
Trachys coruscus

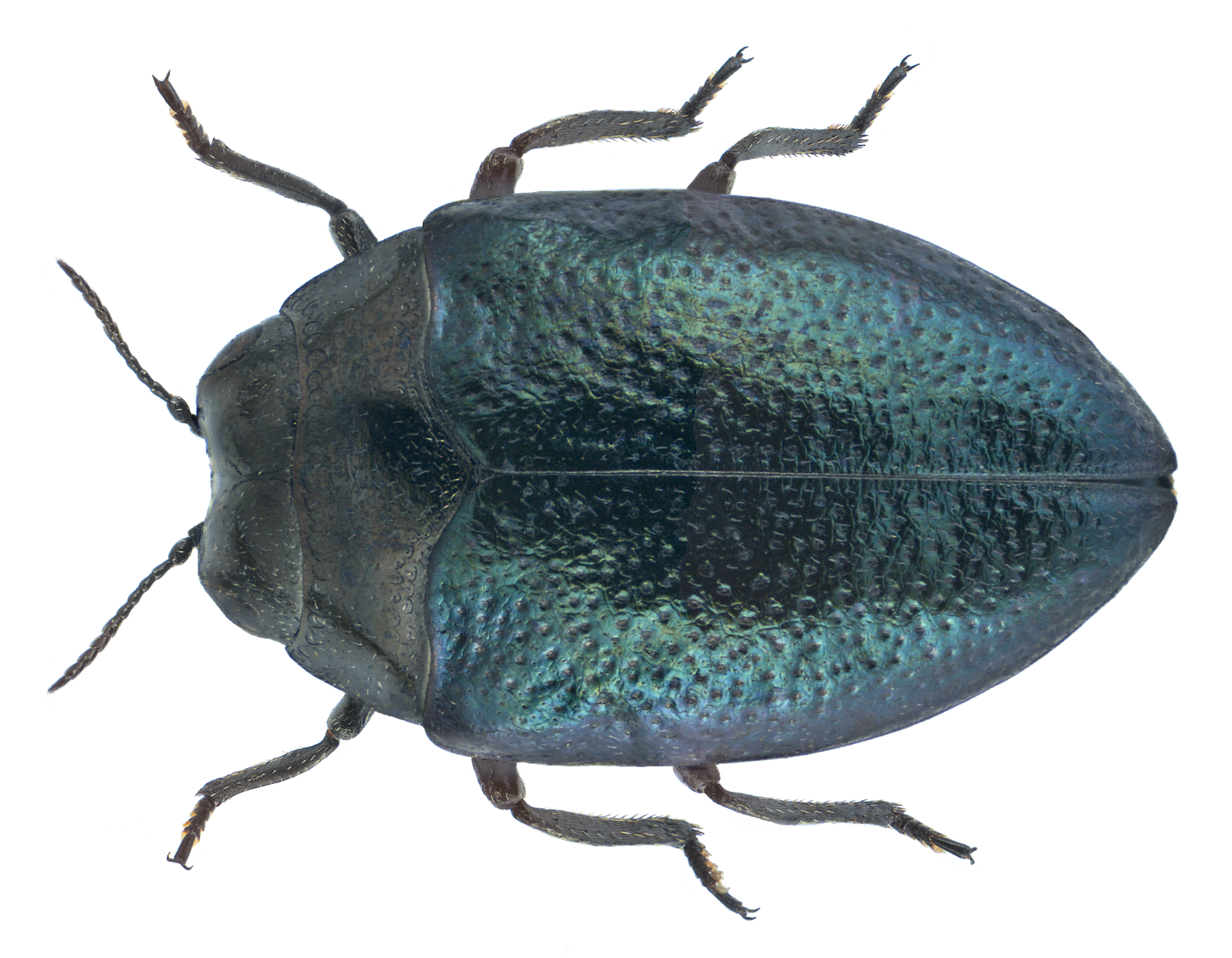
Trachys compressus

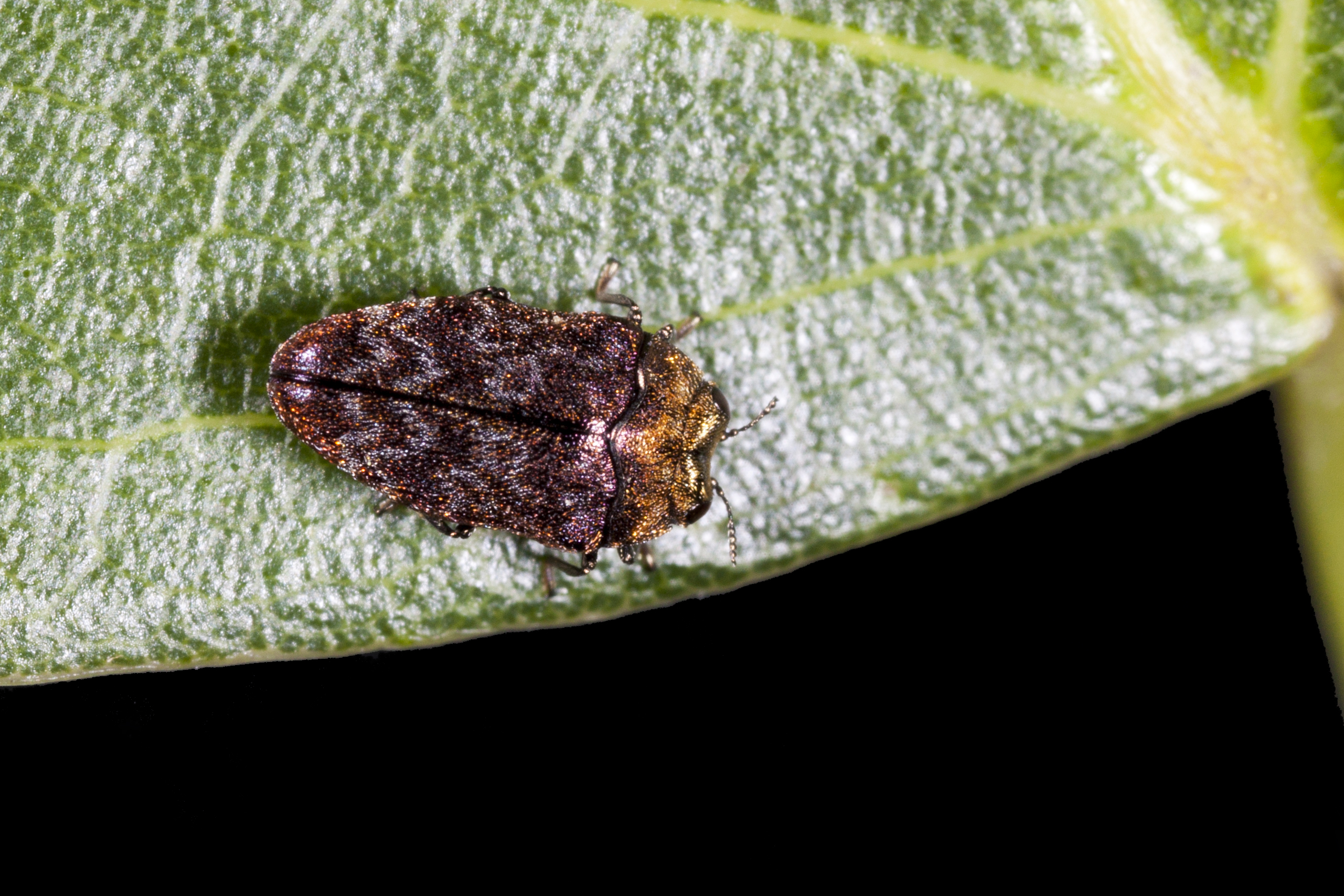
Trachys cupricolor

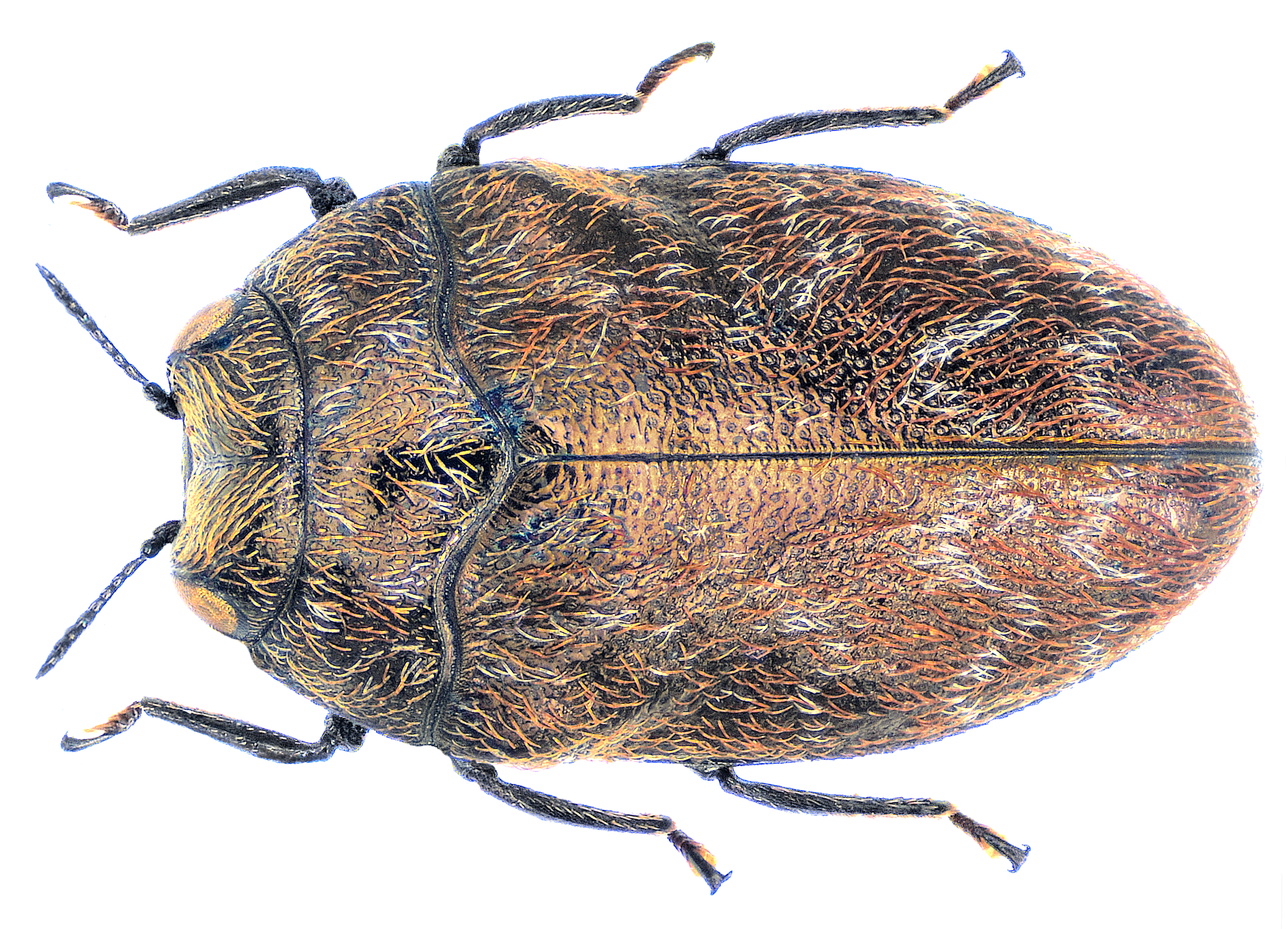
Trachys yanoi

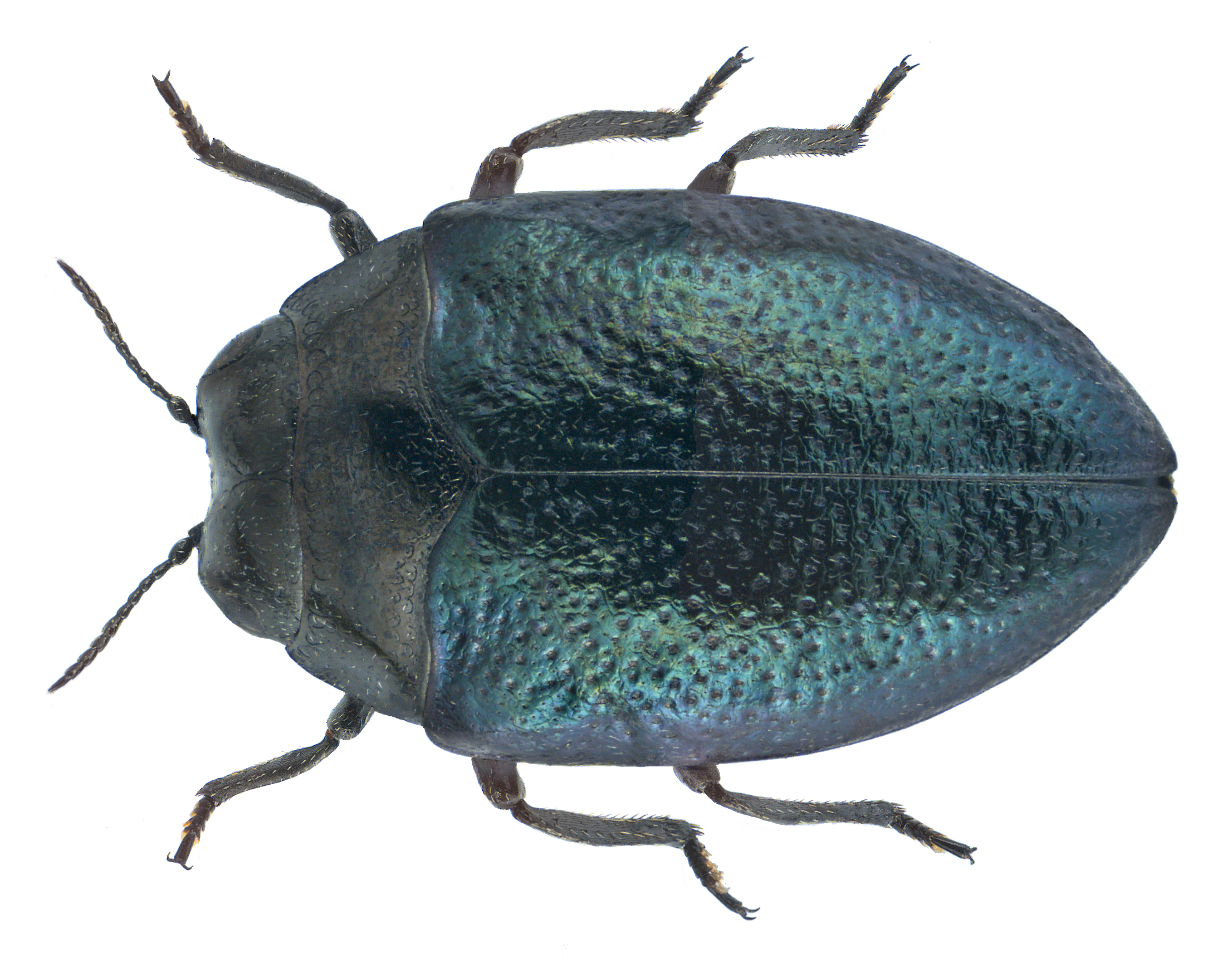
Pozornik świerzbownicowiec

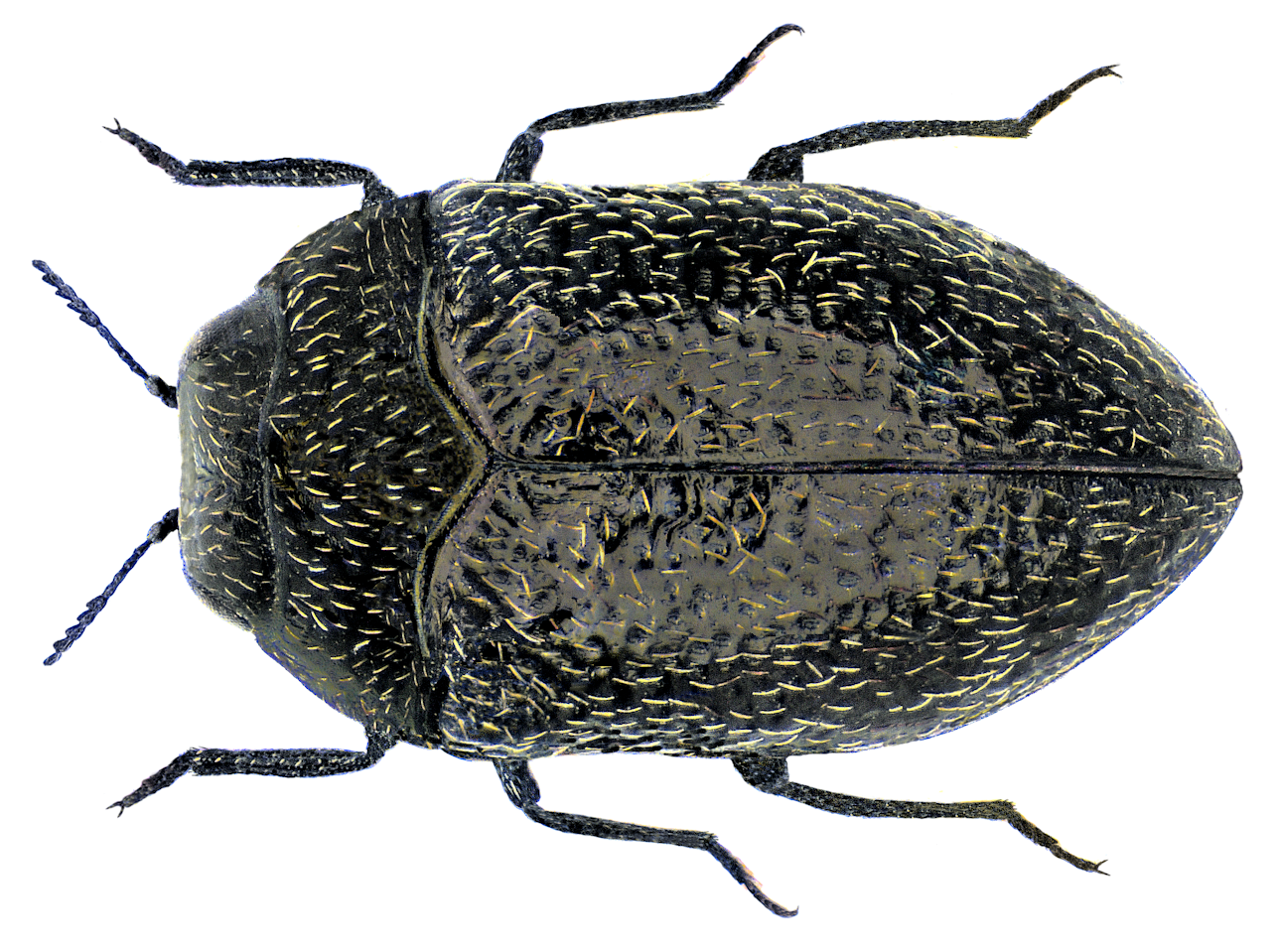
Trachys problematicus

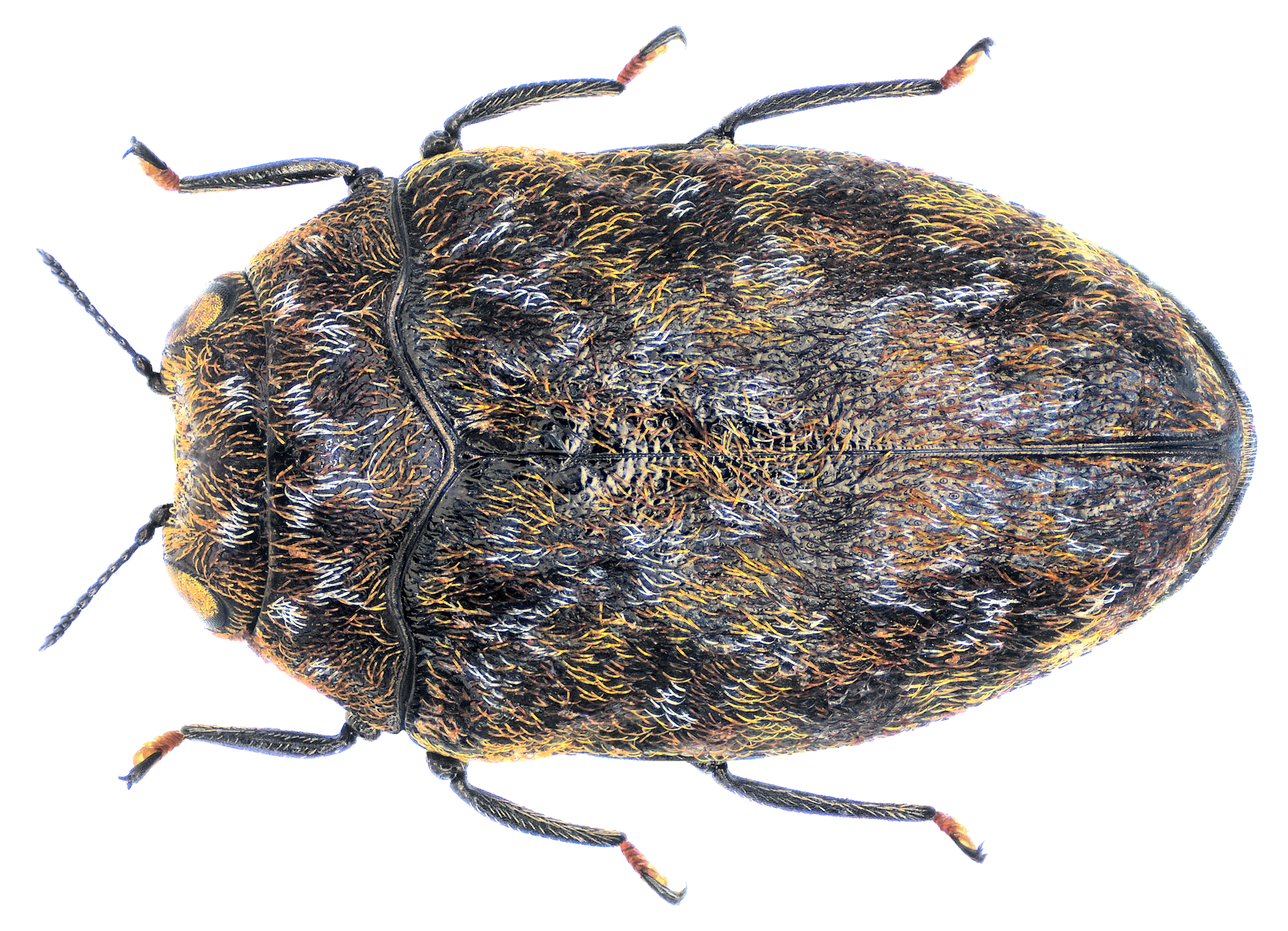
Trachys robustus

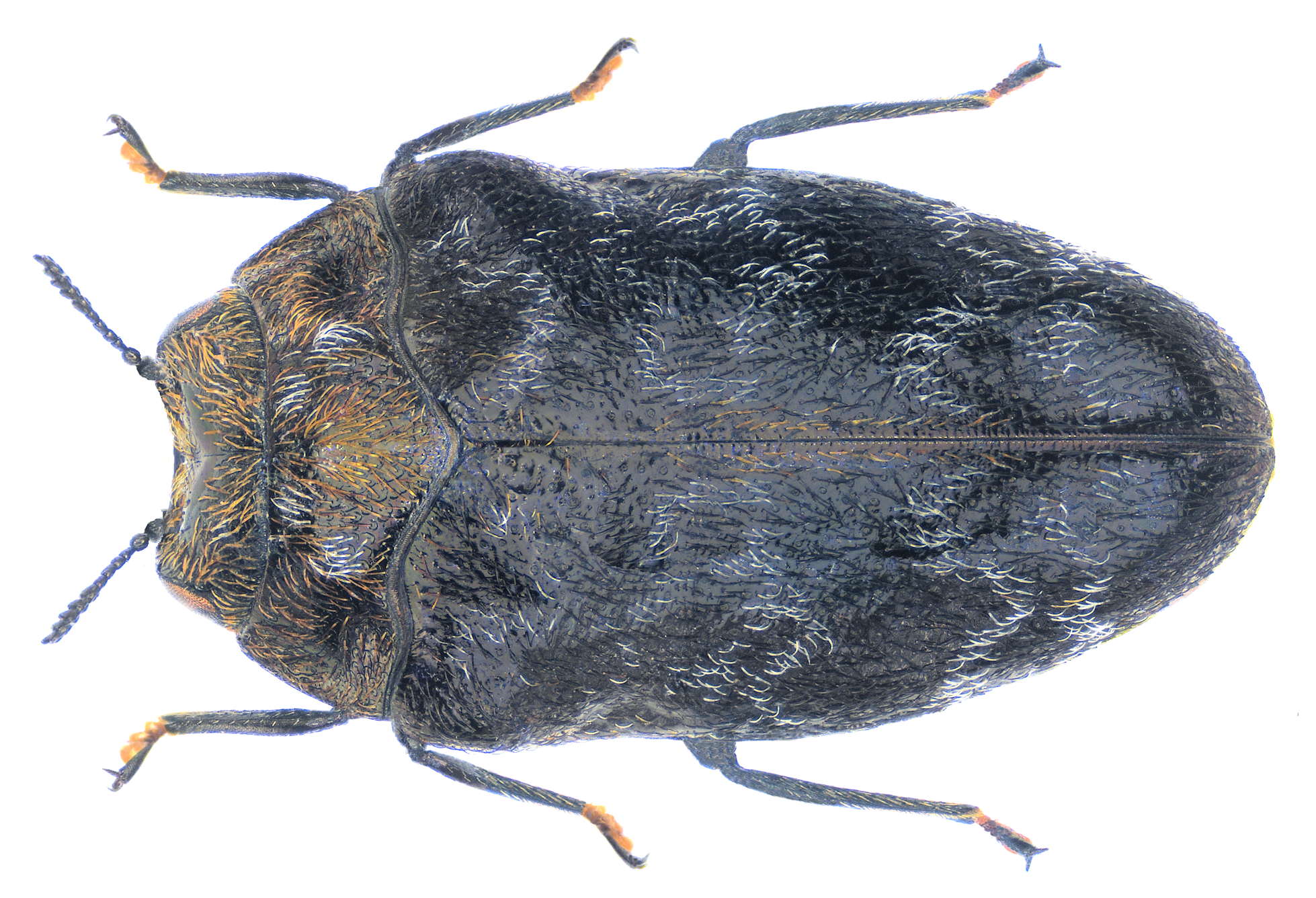
Trachys auricollis

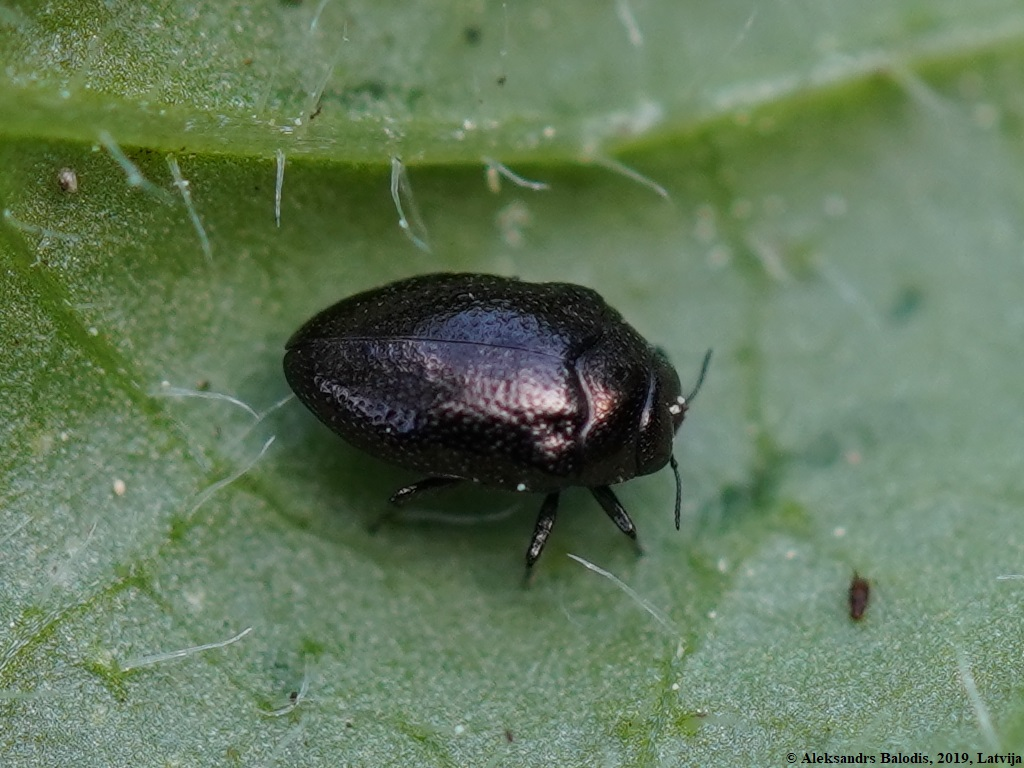
Pozornik nagi

Pozornik (Trachys) – rodzaj chrząszczy z rodziny bogatkowatych i podrodziny Agrilinae. Obejmuje około 640 opisanych gatunków.

## Morfologia
Chrząszcze o ciele krótkim (jak na bogatkowate bardzo krótkim) i szerokim, w ogólnym zarysie niemal trójgraniastym. U gatunków środkowoeuropejskich długość nie przekracza 3,8 mm. Głowę mają wciągniętą w przedtułów. Krótkie czułki cechują się członami pierwszym i drugim pogrubionymi, członami od trzeciego do szóstego stożkowatymi, a członami od siódmego do jedenastego porozszerzanymi i formującymi razem piłkowaną buławkę. Znacznie szersze niż dłuższe przedplecze silnie zwęża się ku przodowi i pozbawione jest dołków w przednich kątach. Z kolei pokrywy mocno, klinowato zwężają się ku tyłowi i pozbawione są kila.

## Ekologia i występowanie
Larwy zaliczają się do owadów minujących liście (endofoliofagicznych).
Naturalny zasięg rodzaju obejmuje krainy palearktyczną, etiopską, orientalną i australijską. W Europie stwierdzono około 20 gatunków, spośród których 6 wykazano z Polski (zobacz: bogatkowate Polski)

## Taksonomia
Rodzaj ten wprowadzony został w 1801 roku przez Johana Christiana Fabriciusa w drugim tomie Systema eleutheratorum secundum ordines, genera, species. W 1835 roku John Obadiah Westwood wyznaczył jego gatunkiem typowym Buprestis minuta, opisanego w 1758 roku przez Karola Linneusza.
Do rodzaju tego należy około 640 opisanych gatunków, w tym:

- Trachys abeillei Obenberger, 1940
- Trachys abietis Kerremans, 1903
- Trachys abyssinicus Théry, 1927
- Trachys acaliphae Théry, 1947
- Trachys aeneiceps Obenberger, 1929
- Trachys aeneocephalus Fisher, 1930
- Trachys aenescens Kerremans, 1892
- Trachys aequalipennis Obenberger, 1921
- Trachys aequalis Kerremans, 1900
- Trachys africanus Kerremans, 1903
- Trachys agatha Obenberger, 1937
- Trachys agitosus Obenberger, 1937
- Trachys ahenatus Mulsant & Rey, 1863
- Trachys alberti Kerremans, 1912
- Trachys albolineatus Kerremans, 1912
- Trachys allectus Kerremans, 1914
- Trachys alluaudi Kerremans, 1894
- Trachys alongensis Descarpentries & Villiers, 1965
- Trachys alpinus Obenberger, 1918
- Trachys althaeus Obenberger, 1929
- Trachys althasius Obenberger, 1937
- Trachys alticolus Cobos, 1966
- Trachys ambiguus Descarpentries & Villiers, 1965
- Trachys ambrosus Kerremans, 1894
- Trachys amiartus Obenberger, 1938
- Trachys amplus Roubal, 1920
- Trachys andrewesi Kerremans, 1893
- Trachys andromedus Obenberger, 1929
- Trachys angolensis Théry, 1947
- Trachys anthraorus Obenberger, 1937
- Trachys anthrenoides Thomson, 1879
- Trachys antistes Obenberger, 1937
- Trachys aone Obenberger, 1929
- Trachys apicalis van de Poll, 1887
- Trachys apollonius Obenberger, 1929
- Trachys araxicolus Obenberger, 1918
- Trachys areroensis Obenberger, 1940
- Trachys argenteosparsus Théry, 1898
- Trachys argentipilis Obenberger, 1930
- Trachys argyronetus Obenberger, 1930
- Trachys arhemus Obenberger, 1929
- Trachys ariaxis Obenberger, 1937
- Trachys aristaeus Obenberger, 1929
- Trachys aristomache Obenberger, 1929
- Trachys armaeone Obenberger, 1937
- Trachys armillus Obenberger, 1937
- Trachys artaoxus Obenberger, 1937
- Trachys arxus Obenberger, 1937
- Trachys asiaticus Kerremans, 1900
- Trachys assinicus Kerremans, 1903
- Trachys astarte Obenberger, 1929
- Trachys asterius Obenberger, 1929
- Trachys atra Kerremans, 1893
- Trachys auricollis Saunders, 1873
- Trachys auriferus Cobos, 1959
- Trachys aurifluus Solsky, 1875
- Trachys auropictus Kerremans, 1912
- Trachys azureus Deyrolle, 1864
- Trachys bacchus Obenberger, 1929
- Trachys bakeri Kerremans, 1914
- Trachys bali Guérin-Méneville, 1840
- Trachys barbatulus Obenberger, 1937
- Trachys barbieri Descarpentries & Villiers, 1966
- Trachys barnevillei Tournier, 1868
- Trachys bathyllus Obenberger, 1929
- Trachys batoerradinis Fisher, 1935
- Trachys baudoni Descarpentries & Villiers, 1966
- Trachys baumiellus Obenberger, 1937
- Trachys bedfordi Théry, 1929
- Trachys bellicosus Théry, 1904
- Trachys bellonus Obenberger, 1929
- Trachys bellus Kerremans, 1894
- Trachys bequaerti Kerremans, 1912
- Trachys bettotanus Fisher, 1930
- Trachys bicolor Kerremans, 1890
- Trachys bicoloritarsis Descarpentries & Villiers, 1966
- Trachys binhensis Descarpentries & Villiers, 1965
- Trachys blackburni Kerremans, 1896
- Trachys blairi Obenberger, 1929
- Trachys blaisei Obenberger, 1921
- Trachys blandulus Obenberger, 1937
- Trachys blaoensis Descarpentries & Villiers, 1966
- Trachys bodenheimeri Théry, 1934
- Trachys boerus Obenberger, 1937
- Trachys boettcheri Obenberger, 1924
- Trachys bolivari Obenberger, 1921
- Trachys borneensis Kerremans, 1900
- Trachys bos Descarpentries & Villiers, 1966
- Trachys brasiliae Obenberger, 1924
- Trachys brevior Fairmaire, 1901
- Trachys brevis Théry, 1948
- Trachys brideliae Cobos, 1958
- Trachys bronzeus Cobos, 1959
- Trachys broussonetiae Kurosawa, 1985
- Trachys bruneianus Kerremans, 1900
- Trachys buffoni Descarpentries & Villiers, 1966
- Trachys calais Obenberger, 1929
- Trachys calopogoniae Théry, 1937
- Trachys cambouei Théry, 1905
- Trachys canescens Cobos, 1959
- Trachys capeneri Cobos, 1952
- Trachys capicolus Obenberger, 1937
- Trachys carbonarius Deyrolle, 1864
- Trachys carmentis Obenberger, 1929
- Trachys carus Kerremans, 1914
- Trachys cassiae Obenberger, 1937
- Trachys ceballosi Cobos, 1959
- Trachys centrimaculatus Théry, 1904
- Trachys ceylonicus Obenberger, 1916
- Trachys chembanus Théry, 1934
- Trachys chinensis Kerremans, 1898
- Trachys cicutus Obenberger, 1930
- Trachys cinctus Kerremans, 1900
- Trachys cinereoirroratus Motschulsky, 1861
- Trachys circumdatus Kerremans, 1908
- Trachys clathriferus Obenberger, 1937
- Trachys cleopatra Obenberger, 1930
- Trachys cochinchinae Descarpentries, 1958
- Trachys coelicolor Cobos, 1959
- Trachys collarti Théry, 1948
- Trachys commixtus Thomson, 1879
- Trachys compactus Théry, 1905
- Trachys confusissimus Obenberger, 1925
- Trachys confusulus Obenberger, 1928
- Trachys consimilis Kerremans, 1894
- Trachys contextus Obenberger, 1937
- Trachys coracinus Fåhraeus in Boheman, 1851
- Trachys corculus Théry, 1905
- Trachys corinnus Théry, 1905
- Trachys corporaali Obenberger, 1924
- Trachys coryphaeus Obenberger, 1937
- Trachys crassatus Obenberger, 1937
- Trachys crassulus Fairmaire, 1903
- Trachys credulus Kerremans, 1914
- Trachys creon Théry, 1905
- Trachys csikii Pochon, 1965
- Trachys cuneatus Fairmaire, 1903
- Trachys cuneiferus Kurosawa, 1959
- Trachys cupricolor Saunders, 1873
- Trachys cupripygus Deyrolle, 1864
- Trachys curius Obenberger, 1929
- Trachys cuvieri Descarpentries & Villiers, 1966
- Trachys cyaneus Théry, 1948
- Trachys cyanipennis Fisher, 1921
- Trachys cyanurus Kerremans, 1900
- Trachys cybele Obenberger, 1929
- Trachys cythaeris Obenberger, 1937
- Trachys dabalthus Obenberger, 1937
- Trachys dabraxus Obenberger, 1937
- Trachys daghmus Obenberger, 1937
- Trachys dalaraeus Obenberger, 1937
- Trachys damarigenus Obenberger, 1937
- Trachys danae Obenberger, 1929
- Trachys daoensis Descarpentries & Villiers, 1965
- Trachys daphnaeus Obenberger, 1937
- Trachys dapitanus Obenberger, 1924
- Trachys darlingtoni Théry, 1937
- Trachys darnothus Obenberger, 1937
- Trachys darwini Descarpentries & Villiers, 1966
- Trachys dasi Théry, 1947
- Trachys dasytrichus Obenberger, 1937
- Trachys davidis Fairmaire, 1888
- Trachys decorsei Théry, 1905
- Trachys deditus Théry, 1905
- Trachys dejectus Kerremans, 1900
- Trachys deliae Théry, 1905
- Trachys denti Théry, 1941
- Trachys denudatus Ritsema, 1879
- Trachys dessumi Descarpentries & Villiers, 1965
- Trachys deyrollei Fisher, 1926
- Trachys dichrous Obenberger, 1918
- Trachys dictynnus Obenberger, 1937
- Trachys dido Obenberger, 1930
- Trachys differens Kerremans, 1903
- Trachys dilaticeps Gebhardt, 1928
- Trachys dirus Théry, 1905
- Trachys discalis Kerremans, 1912
- Trachys divaricatus Cobos, 1952
- Trachys divergens Kerremans, 1893
- Trachys dives Théry, 1955
- Trachys dolabellus Obenberger, 1929
- Trachys dolomedeus Obenberger, 1937
- Trachys downingi Obenberger, 1929
- Trachys drescheri Fisher, 1935
- Trachys dubius Saunders, 1874
- Trachys dughbarus Obenberger, 1937
- Trachys dummeri Théry, 1928
- Trachys duplofasciatus Gebhardt, 1928
- Trachys duvivieri Kerremans, 1892
- Trachys earias Obenberger, 1937
- Trachys echo Obenberger, 1929
- Trachys eclogus Obenberger, 1937
- Trachys electrus Obenberger, 1929
- Trachys elegans Gestro, 1877
- Trachys elgus Obenberger, 1929
- Trachys eliminatus Obenberger, 1937
- Trachys elvira Obenberger, 1929
- Trachys epischius Obenberger, 1937
- Trachys erastrius Obenberger, 1937
- Trachys erogatus Obenberger, 1937
- Trachys erraticus Kerremans, 1903
- Trachys eruditsua Obenberger, 1937
- Trachys erythreae Obenberger, 1937
- Trachys eryx Obenberger, 1929
- Trachys escalerai Cobos, 1959
- Trachys eschscholtzi Obenberger, 1924
- Trachys eucyaneus Obenberger, 1937
- Trachys eurycephalus Obenberger, 1937
- Trachys eurynome Obenberger, 1929
- Trachys euterpe Obenberger, 1929
- Trachys evanescens Fåhraeus in Boheman, 1851
- Trachys excavatus Kerremans, 1893
- Trachys exilis Kerremans, 1894
- Trachys exmiaris Obenberger, 1937
- Trachys exsculptus Kerremans, 1894
- Trachys fairmairei Kerremans, 1903
- Trachys fallax Kerremans, 1893
- Trachys fasciunculus Saunders, 1866
- Trachys fenestrellus Obenberger, 1937
- Trachys fidens Kerremans, 1903
- Trachys fischeri Théry, 1905
- Trachys fisheri Obenberger, 1924
- Trachys flaviceps Kerremans, 1892
- Trachys flavius Obenberger, 1929
- Trachys fleutiauxi van de Poll, 1892
- Trachys fluviatilis Kerremans, 1896
- Trachys foliivorus Obenberger, 1937
- Trachys formosanus Kerremans, 1912
- Trachys fragariae Brisout de Barneville, 1874 – pozornik poziomkowiec
- Trachys francisci Descarpentries & Villiers, 1966
- Trachys furius Obenberger, 1929
- Trachys furnius Obenberger, 1930
- Trachys gabbalus Obenberger, 1937
- Trachys gambianus Obenberger, 1937
- Trachys gapi Obenberger, 1929
- Trachys garuus Obenberger, 1937
- Trachys gasurrus Obenberger, 1937
- Trachys gedyei Théry, 1941
- Trachys gerardi Obenberger, 1937
- Trachys gestroanus Obenberger, 1924
- Trachys gilli Obenberger, 1937
- Trachys giubbanus Obenberger, 1937
- Trachys globosus Kerremans, 1896
- Trachys goberti Gozis, 1889
- Trachys grandiceps Théry, 1905
- Trachys grandidieri Théry, 1937
- Trachys gravidus Kerremans, 1900
- Trachys griseofasciatus Saunders, 1873
- Trachys habrolomoides Descarpentries & Villiers, 1966
- Trachys harmandi Descarpentries & Villiers, 1965
- Trachys helena Obenberger, 1929
- Trachys helferi Obenberger, 1918
- Trachys helferianus Cobos, 1957
- Trachys heliochaerus Obenberger, 1937
- Trachys heliomachus Obenberger, 1929
- Trachys hera Obenberger, 1929
- Trachys herillus Obenberger, 1929
- Trachys hermione Obenberger, 1929
- Trachys hessei Obenberger, 1937
- Trachys hipponensis Marseul, 1866
- Trachys hoaensis Descarpentries & Villiers, 1966
- Trachys horni Théry, 1904
- Trachys hornianus Obenberger, 1918
- Trachys horvathi Pochon, 1965
- Trachys houskai Obenberger, 1946
- Trachys hylophilus Obenberger, 1937
- Trachys hypsipile Obenberger, 1929
- Trachys hyrcaeus Obenberger, 1929
- Trachys ida Obenberger, 1929
- Trachys immotus Théry, 1905
- Trachys imperatrix Kerremans, 1894
- Trachys impressus Boheman, 1858
- Trachys incertus Fåhraeus in Boheman, 1851
- Trachys inconspicuus Saunders, 1873
- Trachys indrus Obenberger, 1929
- Trachys ine Obenberger, 1918
- Trachys ineditus Saunders, 1873
- Trachys insulicolus Fisher, 1935
- Trachys ioccosulus Obenberger, 1937
- Trachys iphitheus Obenberger, 1937
- Trachys ipomeaeus Théry, 1930
- Trachys isabellae Obenberger, 1921
- Trachys isis Obenberger, 1937
- Trachys isolatus Obenberger, 1924
- Trachys jacobi Théry, 1927
- Trachys jakobsoni Obenberger, 1929
- Trachys janthe Obenberger, 1929
- Trachys jeanneli Kerremans, 1914
- Trachys jeannelianus Descarpentries & Villiers, 1966
- Trachys jo Obenberger, 1918
- Trachys judith Obenberger, 1929
- Trachys juno Obenberger, 1918
- Trachys junodella Théry, 1938
- Trachys junodi Obenberger, 1937
- Trachys juvenilis Kerremans, 1903
- Trachys kalshoveni Fisher, 1935
- Trachys kaszabi Pochon, 1965
- Trachys kikuyinus Obenberger, 1928
- Trachys kittenbergeri Pochon, 1965
- Trachys kivuensis Théry, 1948
- Trachys klapaleki Obenberger, 1930
- Trachys kocheri Baudon, 1958
- Trachys koenigi Reitter, 1890
- Trachys koshunensis Obenberger, 1940
- Trachys kraatzi Kerremans, 1899
- Trachys krakatoanus Obenberger, 1929
- Trachys kurosawai Bellamy, 2004
- Trachys lacthoensis Descarpentries & Villiers, 1966
- Trachys lagalus Cobos, 1963
- Trachys lakshmi Obenberger, 1937
- Trachys lamarcki Descarpentries & Villiers, 1966
- Trachys lameerei Kerremans, 1912
- Trachys lao Descarpentries & Villiers, 1966
- Trachys laoticus Baudon, 1962
- Trachys latifrons Kerremans, 1907
- Trachys latreillei Descarpentries & Villiers, 1966
- Trachys laurencii Obenberger, 1937
- Trachys lavinius Obenberger, 1937
- Trachys layus Obenberger, 1952
- Trachys lembanus Kerremans, 1912
- Trachys lenus Obenberger, 1937
- Trachys lesnei Théry, 1934
- Trachys leucippe Obenberger, 1930
- Trachys leuctrius Obenberger, 1937
- Trachys levipennis Kerremans, 1903
- Trachys libanonicus Obenberger, 1937
- Trachys libitinus Obenberger, 1930
- Trachys lichtensteini Buysson, 1918
- Trachys lithus Obenberger, 1937
- Trachys livius Obenberger, 1937
- Trachys lucia Obenberger, 1937
- Trachys lucidulus Fåhraeus in Boheman, 1851
- Trachys lunatus Fisher, 1921
- Trachys luxuriosus Obenberger, 1937
- Trachys luzonicus Kerremans, 1900
- Trachys lyrus Kerremans, 1892
- Trachys macrocephalus Cobos, 1957
- Trachys maculatus Kerremans, 1894
- Trachys madurensis Obenberger, 1921
- Trachys magnificus Kerremans, 1894
- Trachys maia Obenberger, 1929
- Trachys malignus Obenberger, 1937
- Trachys mandarinus Obenberger, 1917
- Trachys manilius Obenberger, 1930
- Trachys mansueta Kerremans, 1894
- Trachys mariaxis Obenberger, 1937
- Trachys marineanus Obenberger, 1930
- Trachys marmoratus Fisher, 1921
- Trachys marogis Obenberger, 1937
- Trachys marshalli Théry, 1931
- Trachys mateui Cobos, 1954
- Trachys mathaba Bellamy, 1998
- Trachys matronus Obenberger, 1937
- Trachys maxaphus Obenberger, 1937
- Trachys medianus Fairmaire, 1903
- Trachys megacephalus Descarpentries & Villiers, 1965
- Trachys melliculus Deyrolle, 1864
- Trachys mendicus Deyrolle, 1864
- Trachys menthae Bedel, 1921
- Trachys meo Descarpentries & Villiers, 1966
- Trachys meridianus Obenberger, 1937
- Trachys miargus Obenberger, 1937
- Trachys micans Obenberger, 1937
- Trachys micros Fairmaire, 1901
- Trachys minimus (Wiedemann, 1823)
- Trachys minor Théry, 1947
- Trachys minutus (Linnaeus, 1758) – pozornik malutki
- Trachys misanthrus Obenberger, 1937
- Trachys mixiorus Obenberger, 1937
- Trachys mixtipilis Obenberger, 1929
- Trachys moi Descarpentries & Villiers, 1965
- Trachys montanus Kerremans, 1908
- Trachys moralesi Cobos, 1959
- Trachys morenoi Cobos, 1958
- Trachys mouhoti Descarpentries & Villiers, 1966
- Trachys moultoni Kerremans, 1912
- Trachys muelleri Obenberger, 1940
- Trachys mundamus Obenberger, 1937
- Trachys muong Descarpentries & Villiers, 1966
- Trachys mystaxidorus Obenberger, 1937
- Trachys nairobiensis Théry, 1941
- Trachys namensis Descarpentries & Villiers, 1965
- Trachys namithrus Obenberger, 1937
- Trachys nanubis Obenberger, 1937
- Trachys natalesianus Cobos, 1952
- Trachys natalicus Obenberger, 1937
- Trachys nathani Cobos, 1957
- Trachys nauticus Obenberger, 1937
- Trachys nemethi Théry, 1928
- Trachys ngongensis Théry, 1941
- Trachys nickerli Obenberger, 1924
- Trachys nigerellus Obenberger, 1935
- Trachys niobae Théry, 1905
- Trachys nitidus Kerremans, 1893
- Trachys noarche Obenberger, 1930
- Trachys nodulipennis Obenberger, 1940
- Trachys nomas Obenberger, 1937
- Trachys novellus Obenberger, 1937
- Trachys novicius Obenberger, 1937
- Trachys novus Kerremans, 1894
- Trachys nudus Abeille de Perrin, 1893
- Trachys obesulus Obenberger, 1918
- Trachys obesus Kerremans, 1900
- Trachys obliquus Kerremans, 1892
- Trachys obscurus Kerremans, 1896
- Trachys occisus Kerremans, 1903
- Trachys ocellipunctatus Fisher, 1926
- Trachys ohbayashii Kurosawa, 1954
- Trachys olifantinus Obenberger, 1939
- Trachys olmyrus Obenberger, 1929
- Trachys olyrus Obenberger, 1929
- Trachys oncoxius Obenberger, 1929
- Trachys opulentus Abeille de Perrin, 1893
- Trachys orcas Obenberger, 1930
- Trachys orientalis Thomson, 1879
- Trachys ovatus Fisher, 1921
- Trachys ovis Kerremans, 1908
- Trachys pacificus Kerremans, 1894
- Trachys paklayanus Descarpentries & Villiers, 1966
- Trachys paphne Obenberger, 1937
- Trachys parallelus Kerremans, 1898
- Trachys parvulus Kerremans, 1893
- Trachys patrizianus Théry, 1927
- Trachys patronus Obenberger, 1937
- Trachys pecirkai Obenberger, 1926
- Trachys penarius Obenberger, 1937
- Trachys pendleburyi Fisher, 1930
- Trachys penicillatus Kerremans, 1892
- Trachys percautus Kerremans, 1903
- Trachys perparvus Obenberger, 1918
- Trachys perrieri Fairmaire, 1901
- Trachys perroti Descarpentries & Villiers, 1965
- Trachys perrotianus Descarpentries & Villiers, 1965
- Trachys pertoldi Obenberger, 1929
- Trachys phaedaenus Obenberger, 1937
- Trachys phanerogaea Obenberger, 1937
- Trachys pharameis Obenberger, 1937
- Trachys pharaxis Obenberger, 1937
- Trachys philomelus Obenberger, 1937
- Trachys phlyctaenoides Kolenati, 1846
- Trachys phoebe Obenberger, 1930
- Trachys piceiventris Fisher, 1921
- Trachys pictus Fisher, 1921
- Trachys pilosulus Kerremans, 1893
- Trachys pipturi Fisher, 1937
- Trachys plausibilis Obenberger, 1937
- Trachys plebejus Kerremans, 1894
- Trachys pollentius Obenberger, 1929
- Trachys polyhymnius Obenberger, 1929
- Trachys polyxenus Obenberger, 1937
- Trachys pomonus Obenberger, 1937
- Trachys popilius Obenberger, 1929
- Trachys porcius Obenberger, 1937
- Trachys posticalis Fairmaire, 1903
- Trachys praocris Obenberger, 1937
- Trachys princeps Saunders, 1874
- Trachys proagorus Obenberger, 1937
- Trachys problematicus Obenberger, 1918
- Trachys procris Obenberger, 1937
- Trachys proculeius Obenberger, 1937
- Trachys proflatus Obenberger, 1937
- Trachys prolongatulus Obenberger, 1937
- Trachys proserpinus Obenberger, 1929
- Trachys psecas Obenberger, 1937
- Trachys pseuderato Descarpentries & Villiers, 1966
- Trachys pseudolyrus Descarpentries & Villiers, 1965
- Trachys pseudoscrobiculatus Obenberger, 1940
- Trachys puberulus Fåhraeus in Boheman, 1851
- Trachys pulex Obenberger, 1937
- Trachys pullus Obenberger, 1937
- Trachys pumilus (Illiger, 1803)
- Trachys puncticollis Abeille de Perrin, 1900
- Trachys purpuridorsis Obenberger, 1937
- Trachys pyrameis Obenberger, 1937
- Trachys quercicolus Marseul, 1871
- Trachys racilius Obenberger, 1937
- Trachys ramisinus Obenberger, 1928
- Trachys reflexus Gené, 1839
- Trachys regius Kerremans, 1914
- Trachys regularis Cobos, 1959
- Trachys reitteri Obenberger, 1930
- Trachys resupinans Obenberger, 1937
- Trachys rhexinius Obenberger, 1937
- Trachys riparius Kerremans, 1913
- Trachys rita Obenberger, 1937
- Trachys rivularis Obenberger, 1937
- Trachys robustus Saunders, 1873
- Trachys rotundatus Kerremans, 1893
- Trachys rufescens Kerremans, 1892
- Trachys rufopubens Fairmaire, 1888
- Trachys ruralis Obenberger, 1937
- Trachys rwindiensis Théry, 1948
- Trachys sabirrus Obenberger, 1937
- Trachys sagus Obenberger, 1937
- Trachys saigonensis Descarpentries, 1958
- Trachys sakaliani Bellamy, 2004
- Trachys salpius Obenberger, 1937
- Trachys saltzi Bellamy, 1999
- Trachys salvazai Descarpentries & Villiers, 1966
- Trachys sanguinipilis Descarpentries & Villiers, 1966
- Trachys satanas Descarpentries & Villiers, 1965
- Trachys saundersi Lewis, 1893
- Trachys schoutedeni Kerremans, 1912
- Trachys schultzei Kerremans, 1907
- Trachys scriptellus Obenberger, 1924
- Trachys scrobiculatus Kiesenwetter, 1857 – pozornik nagi
- Trachys scyrrhaeus Obenberger, 1937
- Trachys sebakwensis Obenberger, 1937
- Trachys segundus Bellamy, 1996
- Trachys sellatus Fairmaire, 1901
- Trachys semen Théry, 1937
- Trachys semiramis Obenberger, 1929
- Trachys sempronius Obenberger, 1937
- Trachys senegalensis Gory, 1841
- Trachys serapis Obenberger, 1929
- Trachys sibitiensis Descarpentries, 1970
- Trachys sibylla Obenberger, 1937
- Trachys sicardi Théry, 1905
- Trachys signatus Kerremans, 1896
- Trachys silius Obenberger, 1929
- Trachys simbus Obenberger, 1937
- Trachys simoni Kerremans, 1903
- Trachys simulans Kerremans, 1893
- Trachys sinicus Obenberger, 1929
- Trachys sjoestedti Kerremans, 1908
- Trachys solarius Obenberger, 1937
- Trachys solitarius Kerremans, 1894
- Trachys solivagus Obenberger, 1937
- Trachys somalus Gestro, 1895
- Trachys sordidulus Obenberger, 1918
- Trachys sororculus Obenberger, 1929
- Trachys sparsutus Kerremans, 1900
- Trachys spectatrix Obenberger, 1937
- Trachys spectrus Théry, 1905
- Trachys sphaxus Obenberger, 1937
- Trachys splendidulus Reitter, 1890
- Trachys staudingeri Théry, 1932
- Trachys sternax Obenberger, 1937
- Trachys straeleni Théry, 1948
- Trachys stricticollis Descarpentries & Villiers, 1965
- Trachys suarezi Cobos, 1958
- Trachys subaeneellus Obenberger, 1924
- Trachys subcorpulentus Descarpentries & Villiers, 1965
- Trachys subglabrus Rey, 1891
- Trachys subviolaceus Kerremans, 1892
- Trachys sumbawanus Kerremans, 1898
- Trachys suspectatrix Obenberger, 1918
- Trachys sussamyrensis Obenberger, 1937
- Trachys swiertsrae Obenberger, 1937
- Trachys tagalus Cobos, 1963
- Trachys taiwanensis Obenberger, 1929
- Trachys tamensis Descarpentries & Villiers, 1966
- Trachys tavetanus Kerremans, 1913
- Trachys taxillus Obenberger, 1937
- Trachys tenuis Obenberger, 1937
- Trachys thais Obenberger, 1929
- Trachys theochaerus Obenberger, 1937
- Trachys thoracicus Kerremans, 1912
- Trachys tiburtius Obenberger, 1937
- Trachys timidus Fåhraeus in Boheman, 1851
- Trachys tiwianus Obenberger, 1928
- Trachys tokyoensis Obenberger, 1940
- Trachys tonkineus Obenberger, 1921
- Trachys toringoi Kurosawa, 1951
- Trachys torridus Thomson, 1879
- Trachys transversus Kerremans, 1892
- Trachys tristiculus Obenberger, 1918
- Trachys tristis Abeille de Perrin, 1900
- Trachys troglodytes Gyllenhal in Schönherr, 1817 – pozornik świerzbnicowiec
- Trachys troglodytiformis Obenberger, 1918 – pozornik ślazowiec
- Trachys tschoffeni Kerremans, 1896
- Trachys tsushimae Obenberger, 1922
- Trachys turanicus Semenov, 1893
- Trachys ugandicus Obenberger, 1937
- Trachys ukerewensis Obenberger, 1937
- Trachys umbrosus Kerremans, 1894
- Trachys undulatus Deyrolle, 1864
- Trachys usambarae Obenberger, 1937
- Trachys valverdei Cobos, 1958
- Trachys vandenplasi Obenberger, 1937
- Trachys vanrooni Obenberger, 1930
- Trachys varii Cobos, 1958
- Trachys variolaris Saunders, 1873
- Trachys variolipennis Cobos, 1963
- Trachys varius Deyrolle, 1864
- Trachys vaulogeri Abeille de Perrin, 1900
- Trachys vavrai Obenberger, 1918
- Trachys ventricosus Deyrolle, 1864
- Trachys vermiculatus Kerremans, 1900
- Trachys vernus Kerremans, 1900
- Trachys vicarians Obenberger, 1918
- Trachys vientianensis Descarpentries & Villiers, 1966
- Trachys villiersi Descarpentries, 1952
- Trachys violae Kurosawa, 1959
- Trachys virescens Kerremans, 1892
- Trachys viridis Samouelle, 1819
- Trachys viridulus Kerremans, 1892
- Trachys welwitschi Théry, 1947
- Trachys wittei Théry, 1948
- Trachys xampethis Obenberger, 1937
- Trachys xanthe Obenberger, 1937
- Trachys xauarius Obenberger, 1937
- Trachys xenarthrus Obenberger, 1937
- Trachys xenius Obenberger, 1929
- Trachys xenonymus Obenberger, 1937
- Trachys xiengensis Descarpentries & Villiers, 1966
- Trachys xithris Obenberger, 1937
- Trachys yanoi Kurosawa, 1959
- Trachys yoshidai Kurosawa, 1959
- Trachys zaghrus Obenberger, 1937
- Trachys zambesicus Obenberger, 1937
- Trachys zanzibaricus Kerremans, 1896
- Trachys zaroghus Obenberger, 1937
- Trachys zavattarii Obenberger, 1940
- Trachys zebrinus Deyrolle, 1864
- Trachys zethmaeus Obenberger, 1937
- Trachys ziziphusii Cobos, 1958
- Trachys zuluanus Obenberger, 1937
- Trachys zulukaffra Obenberger, 1937